# Flindersia brayleyana
Flindersia brayleyana es una especie de árbol perteneciente a la familia de las rutáceas. Se encuentra en el norte de Queensland en Australia. 

## Usos
La madera de Flindersia brayleyana ha sido utilizada, durante muchos años en la fabricación de guitarras acústicas realizadas por las empresas australianas Maton  y Clark Cole. Se utiliza para el trasero, los costados y en particular para el cuello, es muy similar, en la tonalidad a la caoba.

## Taxonomía
Flindersia brayleyana fue descrita por Ferdinand von Mueller y publicado en Fragmenta Phytographiae Australiae 4: 143, en el año 1866.
Sinonimia
- Flindersia chatawaiana F.M.Bailey[2][3]